# Gonhal, Sindhnur
Gonhal là một làng thuộc tehsil Sindhnur, huyện Raichur, bang Karnataka, Ấn Độ.